# Glen Moss
Glen Robert Moss (Hastings, 1983. január 19.)  új-zélandi válogatott labdarúgó, aki jelenleg a Wellington Phoenix játékosa.

## Sikerei, díjai

### Klub
- Dinamo București
  - Román bajnok: 2006-07

### Válogatott
- Új-Zéland
  - OFC-nemzetek kupája: 2008